# I LOVE UNICORN 〜FAN BEST〜
『I LOVE UNICORN 〜FAN BEST〜』（アイ・ラヴ・ユニコーン ファン・ベスト）は、日本のロックバンド、UNICORNのベスト・アルバム。
2009年3月18日発売。発売元はSME Records。

## 概要
UNICORN初のファン投票によるベスト・アルバム。
再始動を発表した数日後、オフィシャルサイトにて「感じ悪くてすいません! 世代別思い出の"あの曲"ランキング 」と銘打ち、楽曲の投票を行った。これが大好評であり、急遽ランキング上位曲を収録した本作の発売が決定した。
音源は全曲リマスタリング。
歌詞ブックレットにライナーノーツと各曲にまつわるエピソードが記載されている。

## リリース形態
本作は完全生産限定盤と通常盤の2形態で発売。完全生産限定盤はBlu-spec CD+DVDの2枚組で、「1989服部TOURバックステージパス復刻ステッカー」が封入され、DVDには1993年の解散までに発表されたシングル曲のビデオクリップ（ミュージックビデオ）が収録されている。

## 収録曲
| 全編曲: UNICORN（#7、編曲：小西康陽）。 |                             |                    |                              |                      |       |
| #                                       | タイトル                    | 作詞               | 作曲                         | ボーカル             | 時間  |
| 1.                                      | 「ヒゲとボイン」            | 奥田民生           | 奥田民生                     | 奥田民生             | 4:40  |
| 2.                                      | 「働く男」                  | 奥田民生           | 奥田民生                     | 奥田民生             | 3:47  |
| 3.                                      | 「ロック幸せ」              | 川西幸一           | 川西幸一                     | 川西幸一、手島いさむ | 1:57  |
| 4.                                      | 「開店休業」                | 阿部義晴           | 阿部義晴                     | 奥田民生             | 3:51  |
| 5.                                      | 「ペケペケ」                | 川西幸一           | 奥田民生                     | 堀内一史、奥田民生   | 3:25  |
| 6.                                      | 「Maybe Blue」              | 奥田民生           | 奥田民生                     | 奥田民生             | 4:17  |
| 7.                                      | 「PTA〜光のネットワーク〜」 | 奥田民生、阿部義晴 | 奥田民生、阿部義晴、小西康陽 | 奥田民生、阿部義晴   | 5:39  |
| 8.                                      | 「雪が降る町」              | 奥田民生           | 奥田民生                     | 奥田民生             | 6:27  |
| 9.                                      | 「自転車泥棒」              | 手島いさむ         | 手島いさむ                   | 奥田民生             | 3:30  |
| 10.                                     | 「服部」                    | 奥田民生           | 奥田民生                     | 奥田民生             | 4:28  |
| 11.                                     | 「おかしな2人」             | 川西幸一           | 奥田民生                     | 奥田民生             | 3:37  |
| 12.                                     | 「人生は上々だ」            | 阿部義晴、川西幸一 | 奥田民生                     | 阿部義晴、奥田民生   | 4:16  |
| 13.                                     | 「大迷惑」                  | 奥田民生           | 奥田民生                     | 奥田民生             | 3:39  |
| 14.                                     | 「車も電話もないけれど」    | 奥田民生           | 奥田民生                     | 奥田民生             | 4:25  |
| 15.                                     | 「すばらしい日々」          | 奥田民生           | 奥田民生                     | 奥田民生             | 4:33  |
| 合計時間:                               | 合計時間:                   | 合計時間:          | 合計時間:                    | 合計時間:            | 62:31 |

シングルとして発売された楽曲の現存するMVをすべて収録。
| 全編曲: UNICORN。 |                                       |            |            |           |       |
| #                 | タイトル                              | 作詞       | 作曲       | ボーカル  | 時間  |
| 1.                | 「大迷惑」                            | 奥田民生   | 奥田民生   | 奥田民生  | 4:29  |
| 2.                | 「デーゲーム / 坂上二郎とユニコーン」 | 手島いさむ | 手島いさむ | 坂上二郎  | 4:40  |
| 3.                | 「働く男」                            | 奥田民生   | 奥田民生   | 奥田民生  | 3:50  |
| 4.                | 「命果てるまで」                      | 奥田民生   | 奥田民生   | 奥田民生  | 3:47  |
| 5.                | 「ブルース」                          | 川西幸一   | 川西幸一   | 奥田民生  | 3:20  |
| 6.                | 「ヒゲとボイン」                      | 奥田民生   | 奥田民生   | 奥田民生  | 4:43  |
| 7.                | 「雪が降る町」                        | 奥田民生   | 奥田民生   | 奥田民生  | 6:30  |
| 8.                | 「すばらしい日々」                    | 奥田民生   | 奥田民生   | 奥田民生  | 4:40  |
| 合計時間:         | 合計時間:                             | 合計時間:  | 合計時間:  | 合計時間: | 35:59 |

### 楽曲解説
1. 「ヒゲとボイン」
7thシングル曲、5thアルバム『ヒゲとボイン』収録。
2. 「働く男」
3rdシングル曲、4thアルバム『ケダモノの嵐』収録。
3. 「ロック幸せ」
4thアルバム『ケダモノの嵐』収録。
4. 「開店休業」
5thアルバム『ヒゲとボイン』収録。
5. 「ペケペケ」
2ndアルバム『PANIC ATTACK』収録。
6. 「Maybe Blue」
1stアルバム『BOOM』収録。
7. 「PTA〜光のネットワーク〜」
ミニ・アルバム『おどる亀ヤプシ』収録。
メンバーは「ライブでもやったことのないこの曲が何故ランクインしているのか?」と不思議がっていた。
8. 「雪が降る町」
8thシングル曲。
9. 「自転車泥棒」
4thアルバム『ケダモノの嵐』収録。
10. 「服部」
3rdアルバム『服部』収録。
11. 「おかしな2人」
3rdアルバム『服部』収録。
12. 「人生は上々だ」
3rdアルバム『服部』収録。
13. 「大迷惑」
1stシングル曲、3rdアルバム『服部』収録。
14. 「車も電話もないけれど」
5thアルバム『ヒゲとボイン』収録。
15. 「すばらしい日々」
9thシングル曲、6thアルバム『SPRINGMAN』収録。